# Mourad V
Pour les articles homonymes, voir Mourad.
 (novembre 2022).
Si vous disposez d'ouvrages ou d'articles de référence ou si vous connaissez des sites web de qualité traitant du thème abordé ici, merci de compléter l'article en donnant les références utiles à sa vérifiabilité et en les liant à la section « Notes et références ».
Mourad V ou Murad V (en arabe : مراد الخامس), né le 21 septembre 1840 et mort le 29 août 1904, est sultan de l'Empire ottoman et calife de l’islam pendant trois mois, du 30 mai 1876 au 31 août 1876. Il est le fils d'Abdülmecid Ier et le neveu de son prédécesseur direct Abdülaziz.

## Biographie
Le règne de Mourad V est le plus court de l'histoire ottomane. Il devient sultan après la déposition de son oncle Abdülaziz. Il est remplacé puis emprisonné par son frère Abdülhamid II à la suite d'une crise de folie qui ne se révèle que passagère. Celle-ci est précédée par plusieurs événements dont la mort de sa mère, et son rêve où il voit le prophète Mahomet lui dire : « Toi et ta famille, avez bien représenté l'Islam la plupart du temps, vous avez respecté les gens et leurs droits, mais parfois vous vous êtes éloignés du chemin de la religion en vous procurant des esclaves, et en tuant vos frères, vos sœurs et vos vizirs, Allah n'aime pas les criminels, et moi, je déteste le meurtre », il est pris de remords et voulut se suicider pensant qu'il est responsable des péchés de sa famille[réf. souhaitée]. Il vit donc en prisonnier jusqu'à sa mort, soit durant environ 28 ans, au palais de Çirağan.
Le 20 mai 1878, Ali Suavi, hostile au sultan Abdülhamid II, et un groupe composé majoritairement de musulmans des Balkans attaquent le palais pour tenter de le libérer et le ramener au pouvoir : une fusillade nourrie s'engage entre les forces de l'ordre et les partisans d'Ali Suavi qui est tué.
Sa petite-fille Selma Sultane est mariée à un rajah indien et donne naissance à Paris à la romancière et journaliste française Kenizé Mourad (Kenizé de Kotwara-Mourad).
Membre de la franc-maçonnerie, il est initié le 23 octobre 1872 à la loge « O Proodos » (Le Progrès) à Constantinople, dans le salon de l'avocat français Louis Amiable aménagé en temple pour l'occasion. Il est reçu compagnon et maître le 18 décembre. Il exprime toutefois ses désillusions sur l’ordre après avoir été déchu, en reprochant aux francs-maçons de ne pas l’avoir soutenu.

## = Liens externes=
- Ressource relative aux beaux-arts :   - British Museum
- Ressource relative à la musique :   - MusicBrainz
- Notices dans des dictionnaires ou encyclopédies généralistes :   - Biographisches Lexikon zur Geschichte Südosteuropas
  - Britannica
  - Deutsche Biographie
  - Enciclopedia De Agostini
  - Hrvatska Enciklopedija
  - Treccani
- Notices d'autorité :   - VIAF
  - ISNI
  - BnF (données)
  - LCCN
  - GND
  - Pays-Bas
  - Israël
  - WorldCat